# Stara Gora (gmina Sveti Jurij ob Ščavnici)
Stara Gora – wieś w Słowenii, w gminie Sveti Jurij ob Ščavnici. 1 stycznia 2017 liczyła 82 mieszkańców.